# 殿山泰司
殿山 泰司（とのやま たいじ、1915年（大正4年）10月17日 - 1989年（平成元年）4月30日）は、日本の俳優、エッセイスト。
兵庫県神戸市出身。中央区立泰明小学校、東京府立第三商業学校中退。終戦後の日本映画界において独特の風貌で名脇役として活躍した。ジャズとミステリーをこよなく愛し、趣味を綴った著書も多数残している。また、波乱万丈なその人生は、映画化もされている。

## 来歴

### 生い立ち
神戸の生糸商の長男として生まれる。幼名は殿山泰爾（たいじ）である。父親は広島県生口島出身。6歳の頃に父親の事業が破綻して両親は別居。父とその愛人（泰司の義母となる）について上京し、東京都中央区銀座で少年時代を過ごす。このとき父と義母が出したおでん屋が、銀座五丁目から移転し今も日本橋で営業をつづける「お多幸本店」である。屋号は義母の名前からとられている。
繁盛店の跡取り息子として育つが、殿山は“義母が、実母から父親を奪った”と認識していたため義母に懐けなかった。中央区立泰明小学校卒業後、府立第三商業学校に入学するも素行不良によりほどなくして退学(後述)。1933年（昭和8年）に父が亡くなり、家業を継がねばならなくなりしばらくおでん屋で働くものの、その後店を弟に譲る。

### 役者デビュー
1936年（昭和11年）に家出した殿山は、研究生募集のチラシを見て俳優の道を志し新築地劇団に研究生として入団。同期入団者に千秋実、多々良純、小山源喜がいる。薄田研二につけてもらった「夏目銅一」の芸名で初舞台を踏む。1938年（昭和13年）に劇団を一時退団し、同年復帰後は本名と一字違いの殿山泰二に芸名を変える。
1939年（昭和14年）、南旺映画の第一作『空想部落』（千葉泰樹監督）で本格的な映画デビューを果たす。1942年（昭和17年）に京都の興亜映画に入所し、同年、内田吐夢監督作品『鳥居強右衛門』に出演。撮影終了と同時に召集されて出征し、その後は中国戦線を転戦する。

### 殿山泰司に改名
中国湖北省で終戦を迎えた殿山は復員後、興亜映画に所属していたスタッフや俳優を引き取っていた松竹大船撮影所で自身の所属を確認して俳優活動を再開、殿山泰司と芸名を改めて映画界に復帰する。新藤兼人脚本・吉村公三郎監督作品への出演を通じて彼らと交流を深め、1950年（昭和25年）に新藤、吉村が松竹を退社して「近代映画協会」を設立した際には創立メンバーとして参加した。
以後、新藤・吉村の監督作品の常連をつとめた後、その他の名だたる監督からも支持を受けて役者としてのキャリアを積み上げていく。新藤の『裸の島』では島の男の役で乙羽信子と共演（これは一言も喋らない、台詞の無い脚本）、同じく新藤作品の『人間』では漂流する漁船の船長役で、それぞれ主役をつとめた。『裸の島』はモスクワ国際映画祭グランプリを始め数々の国際映画祭で受賞し、『人間』で殿山はNHK映画賞主演男優賞、毎日映画コンクール男優主演賞を受賞した。

### 名脇役、エッセイストとして活躍
その一方、「お呼びがかかればどこへでも」をモットーに「三文役者」を自称して、様々な映画に脇役として出演。巨匠の作品から児童教育映画、娯楽映画、日活ロマンポルノに至るまで名バイプレーヤーとして活躍した。独特な風貌や、巧妙な演技から性格、個性派俳優として黒澤明、今村昌平、今井正、大島渚など様々な監督に重用された。また当時の役者にしては珍しくフリーで活動していたため、五社協定に縛られることなく各社の映画に多く出演することができた。そのため73年の生涯で約300本に上る映画に出演し、テレビにも頻繁に出演したため、その作品は膨大な数に上る。
1960年の『裸の島』の撮影中、台本の余白に日記を書き込んでいたところ、それに新藤監督が目を留め、同年出版の「太陽とカチンコ : 裸の島撮影日誌」に殿山の日記の一部が掲載される。それをきっかけとしてエッセイの執筆活動が始まり、1966年に「三文役者の無責任放言録」を刊行。その後も著書の出版が続いた。コラム連載を持ち、エッセイストとしても饒舌な素地となり、1970年代には「オレが」一人称で毒舌織り交ぜながら独特の口調で語るエッセイや自伝的文章を多数執筆し、トレードマークの禿げ頭、黒いサングラスをかけた殿山のイラストが添えられていた。

### 晩年とその後
1988年4本の映画に出演が決まった後がんが見つかり既に全身に回っていたが、今村昌平の『黒い雨』と神山征二郎の『千羽づる』の2本は無事に撮影を終えた。1本は出演を断念し、最後の気力を振り絞って残りの1本である堀川弘通監督の「花物語」に臨んだ。同作のロケが終わり帰宅しようとするが、自宅アパートまであと約500mの所で歩けなくなりそのまま入院した。
1989年（平成元年）4月30日に肝臓がんで死去した。享年73。墓所は鎌倉市浄光明寺と京都市正法寺。
1991年盟友・新藤により「三文役者の死正伝殿山泰司」が出版。
2000年に新藤が殿山の生涯を映画化し、『三文役者』という題名で公開された。殿山を竹中直人が演じた。

## 人物

### 庶民役としての魅力・周りからの評価
作品の中で主に演じたのは庶民の役でしかもそのほとんどが脇役だったが、殿山はそれらの役をどこか哀愁漂う男たちとして人間味たっぷりに演じたことも、多くの監督に起用された理由の一つである。各作品で印象的な演技を残し、そのなか大島渚監督の問題作『愛のコリーダ』では局部丸出しで演じたことで知られ、脇役ながら大きなインパクトを与えたがほかのシーンを含めてこの作品は映画の芸術表現と法の合否が裁判所で長く争われた。
映画監督の内藤誠によると「生活感のある庶民を演じられる唯一無二の役者で殿山が出演するだけで作品にリアリティが出た。セリフが一言しかない役でもいつも全力投球なため私を含めどの監督からも愛された」と評している。
没後の1990年ムック誌別冊宝島映画秘宝のコラムでは「殿山の起用では（新藤兼人を除いて）、今村昌平、浦山桐郎は成功した監督。」と評している。殿山はTVドラマでは悪役やくざ組長等を演じたが、兵隊・軍服を着る配役は引き受けなかった。弟が戦死して自著「三文役者あなあきい伝」に綴られる戦時経験が背景にあったとされる。
新藤兼人は殿山を『裸の島』の主演に起用した理由について、「殿山の庶民性を十分に見せるような、力の入った仕事をしてもらうのが願いだった。彼に主演という立場で力を発揮してもらえれば、この作品をさらに生き生きとした物にできる」と語った。

### 私生活
私生活では、復員後に始まった「側近」と呼ぶ女性と正妻の関係は没すまで続いた。離婚再婚がままならずに陥ったその滑稽な経緯については自著「三文役者あなあきい伝」、新藤兼人の『三文役者の死』に詳しい。臨終は「側近」が看取り、近映協と新藤兼人らが弔送を手掛けた。葬儀後には、殿山の遺骨は分骨が行われ、墓所は親族とは分かれ、妻二人それぞれが供養の二箇所が建てられている。
神奈川県鎌倉市には正妻（最初の夫人）と子による家族の趣味、料理、陶芸、酒などを前面に押し出した店、居酒屋「との山」がある。

### 趣味など
- かなりの女好きである。中学生の頃から玉の井や吉原、亀戸などの遊郭に通い出し、高校進学後も通い続けた[注 1]せいで退学。一説によると「生涯で抱いた女性は700人」とも言われている[1]。女好きになった理由として生前本人は、「幼少期の母恋しさから女好きになったんだ」と親友の新藤兼人に語っていた[1]。正妻は、殿山の女遊びについて「内向的な性格の反動。彼は本来誰よりも真面目な常識家」と評している。
- 「趣味は酒」と言うほど若い頃から無類の酒好きで、飲みの席では“絡み酒”をすることで有名でよく映画論や美術論を語っていた[1]。正妻によると若い頃殿山は稼いだ金をほとんど家に入れず、若い役者を誘って飲みに出かけていたという。新藤兼人の息子で映画プロデューサーの新藤次郎によると、殿山は44歳の頃に肝炎を患い一時危険な状態になったことがあるとのこと[注 2]。ちなみに若い頃はウイスキーを愛飲していたが、肝臓を患ってからは節制してビールだけ飲むようになり深酒もやめた。
- 大島渚から「大変な読書家」と評される[1]ほどの読書家やミステリー愛好家としても知られた。また、新宿ゴールデン街を愛し文士との交友も深く、殿山自身も文章を書くのも好きだった。上記の節制生活の後、酒を制限した代わりにエッセイの執筆に没頭するようになった。エッセイでの殿山の文章は「殿山調」と呼ばれ多くのファンを獲得した[1]。映画監督の内藤誠は、「殿山さんの文章はいい意味で目線が低く、書く言葉が柔らかいため読みやすく、独特の軽妙さが表れている」と評している。
- 新聞コラムをのち編纂した『JAMJAM日記』などには、撮影所へ京都など移動中様子にミステリーの愛好嗜好他に様々な本を手にした事が綴られている。
- ジャズが好きで、撮影オフにはジャズ喫茶など頻繁に現れてはチック・コリアなどの演奏を聴いて過ごした[1])

### その他のエピソード
- 本人は、「髪の毛がなくなってから役者として売れ出した」と語っていた[1]。
- 映画では禿頭にギョロ目という老人的な風貌が特徴的だったが、私生活は流行に敏感でお洒落であり、公私にジーンズにサングラスがトレードマークだった。特にジーンズにはこだわりがありLee(リー)を愛用していた[1]。
- 自著によると、日本映画衰退期で仕事が減った時には、家人に心配させまいと仕事に行くフリをして都内を彷徨っていた。
- 映画だけでなくテレビドラマにも引っ張りだこで舞台にも出た一方、「CMには出ない主義」として一切断っていた[1]。
- 野坂昭如が出馬し応援演説を依頼される。職業は俳優から脚本を読み演技はするが演説は得意ではない、と云い応援は言葉が切れ切れだったことを自著の「三文役者あなあきい伝」あとがき解説にて暴露されている。
- ファンからサインを求められると決まって「真実を求めて 殿山泰司」と書いた。

## 出演

### 映画
太字の題名はキネマ旬報ベストテンにランクインした作品
- 空想部落（1939年、東宝） デビュー作 - 浮谷善兵衛
- 結婚の生態（1941年、南旺映画） - 日東新聞記者
- 川中島合戦（1941年、東宝） - 上杉の幕僚　大熊六蔵
- 鳥居強右衛門（1942年、松竹）
- 安城家の舞踏会（1947年、松竹） - 家令吉田
- 長屋紳士録（1947年、松竹） - 写真師
- 酔いどれ天使（1948年、東宝） - ひさごの親爺
- 誘惑（1948年、松竹） - 清水
- 四人目の淑女（1948年、松竹） - 支配人
- わが生涯のかがやける日（1948年、松竹）
- 社長と女店員（1948年、松竹） - 黒川家執事
- 森の石松（1949年、松竹） - 吾作
- 嘆きの女王（1949年、松竹） - 新庄監督
- 真昼の円舞曲（1949年、松竹） - 多恵子の叔父
- 脱線情熱娘（1949年、松竹） - 熊さん
- 暴力の街（1950年） - 宿の主人
- 戦火の果て（1950年、大映） - 船員
- 春雪（1950年、松竹） - 谷本
- 醜聞（1950年、松竹） - 青江の友人
- 偽れる盛装（1951年、大映） - 笠間
- 自由学校（1951年、大映） - 加治木健兵
- 愛妻物語（1951年、大映）
- 西城家の饗宴（1951年、大映） - 山下
- 源氏物語（1951年、大映） - 僧侶
- 雪崩（1952年、大映） - 宮林技手
- 西陣の姉妹（1952年、大映） - 次郎爺
- 原爆の子（1952年、近代映画協会） - 船長
- 山びこ学校（1952年、八木保太郎プロダクション） - 明の父
- 続赤穂城（1952年、東映） - 源八
- 滝の白糸（1952年、大映） - 福市
- 今日は会社の月給日（1952年、東映） - 赤羽根建設社長
- 大佛開眼（1952年、大映） - 黒守
- 村八分（1953年、近代映画協会） - 教頭
- 千羽鶴（1953年、大映） - 家を買う男
- ひめゆりの塔（1953年、東映） - 照垣先生
- 縮図（1953年、新東宝） - 桂庵の山田
- 地獄門（1953年、大映） - 加喜助
- 夜明け前（1953年、新東宝） - 利三郎
- 女の一生（1953年、新東宝） - 帳場の留吉
- 日の果て（1954年、八木プロダクション） - 坂田
- 足摺岬（1954年、近代映画協会） - 売薬売り
- 燃える上海（1954年、北星） - 太った男
- どぶ（1954年、近代映画協会） - 徳さん
- 太陽のない街（1954年、新星映画） - 井上源一
- 泥だらけの青春（1954年、日活） - 洋服屋の吉田
- 愛と死の谷間（1954年、日活） - 診療所に来る警官
- 若い人たち（1954年、全国銀行従業員組合） - 工場主
- 銀座の女（1955年、日活）- 警察署長
- 人間魚雷回天（1955年、新東宝）
- 明治一代女（1955年、新東宝） - 箱丁平吉
- 愛すればこそ（1955年、独立映画） - バーテン吉川
- 警察日記（1955年、日活） - 倉持巡査
- 愛のお荷物（1955年、日活） - 山口さん
- 姉妹（1955年、独立映画） - 三造
- 狼（1955年、近代映画協会） - 三川義行
- 美女と怪龍（1955年、東映） - 白雲坊
- 続・警察日記（1955年、日活） - 赤松消防団長
- 銀心中（1956年、日活） - 源作
- 真昼の暗黒（1956年、現代ぷろ） - 松村宇平
- わが町（1956年、日活） - 桂〆団治
- しあわせはどこに（1956年、日活） - 岡田省吉
- ニコヨン物語（1956年、日活） - 与五さん
- 狙われた男（1956年、日活） - マダムの旦那林
- 空飛ぶ円盤恐怖の襲撃（1956年、新東宝）
- 女優（1956年、近代映画協会） - 峯垣覚
- 私は前科者である（1957年、日活） - 六〇二号
- 勝利者（1957年、日活） - ポテちゃん
- 倖せは俺等の願い（1957年、日活） - 労働者
- 殺したのは誰だ（1957年、日活） - フランク
- 海の野郎ども（1957年、日活） - どんがめ
- 誘惑（1957年、日活） - 戸部老人
- ジャズ娘誕生 (1957年、日活)
- 幕末太陽傳（1957年、日活） - 仏壇屋倉造
- 麻薬街の殺人（1957年、日映） - 桑田警部
- 地上（1957年、松竹） - 叔父八次郎
- 悲しみは女だけに（1958年、大映） - 赤松
- 野獣群（1958年、日映） - 舟曳部長刑事
- 死の壁の脱出（1958年、日活） - 胴元
- 果しなき欲望（1958年、日活） - 大沼
- 夜の鼓（1958年、現代ぷろ） - 政山三五平
- 踏みはずした春（1958年、日活） - 島本刑事
- 顔役（1958年、松竹） - 山野
- 明日を賭ける男（1958年、日活） - 増村
- 完全な遊戯（1958年、日活） - 源造
- 第五福竜丸（1959年、近代映画協会） - 助役
- 人間の壁（1959年、山本プロ） - 澄子の夫
- お早よう（1959年、松竹） - 押し売りの男
- 東京の孤独（1959年、日活）
- 警視庁物語シリーズ（東映）
  - 警視庁物語 遺留品なし（1959年） - のぞみ社のおやじ
  - 警視庁物語 十五才の女（1961年） - 靴屋の親爺
  - 警視庁物語 十二人の刑事（1962年） - 弓子の父・常吉
- 人間の條件 第1・2部（1959年、にんじんプロ） - 黄
- 鹿島灘の女（1959年、東映） - 山一問屋の親父
- にあんちゃん（1959年、日活） - 辺見源五郎
- からたち日記（1959年、歌舞伎座） - 松村
- 未婚（1959年、松竹） - 東風荘おやじ
- キクとイサム（1959年、大東映画） - 組合の人
- 特ダネ三十時間シリーズ（東映）
  - 特ダネ三十時間 白昼の強迫 （1960年） - 川島
  - 特ダネ三十時間 笑う誘拐魔（1960年） - 大槻
- 秘密（1960年、東映） - 山岸宗平
- いろはにほへと（1960年、松竹） - 黒河
- 親鸞（1960年、東映） - 助蔵
- やくざ先生（1960年、日活） - 禿頭
- 筑豊のこどもたち（1960年、東宝） - 炭鉱主浅川
- 打倒（1960年、日活））
- 裸の島（1960年、近代映画協会）
- 豚と軍艦（1961年、日活） - 陳
- 松川事件（1961年、松川事件劇映画製作委員会） - 守屋署長
- 大暴れマドロス野郎（1961年、日活） - 父孝吉
- みだれ髪（1961年、大映） - 彦蔵
- わが生涯は火の如く（1961年、ニュー東映） - 俊郎の父
- でかんしょ風来坊（1961年、日活） - 一本槍鬼左衛門
- 堂堂たる人生（1961年、日活） - 老田助右衛門
- 秋津温泉（1962年、松竹） - 六助
- 人間（1962年、ATG） - 亀五郎
- 喜劇 にっぽんのお婆あちゃん（1962年、松竹） - 八掛見じいさん象水
- 乳房を抱く娘たち（1962年、大映） - 庫之助
- キューポラのある街（1962年、日活） - 松永親方
- 黄門社長漫遊記（1962年、東映） - 豊臣社長
- 青い山脈（1963年、日活） - 柳屋の主人
- 黒の報告書（1963年、大映）
- 越前竹人形（1963年、大映） - 善海和尚
- 嵐を呼ぶ十八人（1963年、松竹） - 村田係長
- にっぽん昆虫記（1963年、日活） - 班長
- 煙の王様（1963年、日活）
- 母（1963年、近代映画協会） - 田島
- 関東無宿（1963年、日活）
- 鬼婆（1964年、近代映画協会） - 牛
- 赤い殺意（1964年、日活） - 楽士ベレー
- 越後つついし親不知（1964年、東映） - 伊助
- いいかげん馬鹿（1964年、松竹） - 海神丸
- 河内ぞろ 喧嘩軍鶏 (1964年、日活)
- 忍びの者 伊賀屋敷（1965年、大映）
- 悪党（1965年、近代映画協会） - 山城守宗村
- 清作の妻（1965年、大映） - 隠居
- 恐山の女（1965年、松竹） - 山村勘助
- こころの山脈（1966年、近代映画協会） - 西川校長
- 本能（1966年、近代映画協会） - 権八
- 処刑の島（1966年、大映、脚本：石原慎太郎）
- 白昼の通り魔（1966年、創造社） - 校長
- 小さい逃亡者（1966年、大映）
- かあちゃんと11人の子ども (1966年、松竹)
- 「エロ事師たち」より 人類学入門（1966年、日活） - 父親
- 無理心中日本の夏（1967年、松竹）
- 性の起原（1967年、松竹） - 彼
- やればやれるぜ 全員集合!!（1968年、松竹） - 藤原
- 帰って来たヨッパライ（1968年、松竹） - 煙草屋の老婆
- 藪の中の黒猫（1968年、近代映画協会） - 農夫
- 東シナ海（1968年、日活)
- 神々の深き欲望 （1968年、日活） - 比嘉
- 眠れる美女（1968年、近代映画協会） - 福良専務
- かげろう（1969年、近代映画協会） - 三笠島の村長
- 白昼の襲撃（1970年、東宝）
- 触角（1970年、東宝） - 海坊主
- 遊侠列伝（1970年、東映）
- 温泉こんにゃく芸者（1970年、東映） - 小諸徳助
- 裸の十九才（1970年、東宝） - 賭博師
- 日本の悪霊（1970年、ATG） - パチンコ屋
- 儀式（1971年、ATG） - 長老
- 沈黙 SILENCE（1971年、表現社） - 牢番
- 帝王シリーズ（東映）
  - 未亡人ごろしの帝王（1971年） - 医者
  - ポルノの帝王（1971年） - 黒田、九州の医者
  - ポルノの帝王 失神トルコ風呂（1972年）
- 鯉のいる村（1971年、近代映画協会） - 組合長
- 温泉みみず芸者 (1971年、東映) - 徳造
- 徳川セックス禁止令 色情大名（1972年、東映） - 桜田勘兵ヱ
- 温泉スッポン芸者（1972年、東映） - 石橋
- 夏の妹（1972年、ATG） - 桜田拓三
- 約束（1972年、松竹） - 村井晋吉
- 鉄輪（1972年、近代映画協会） - 人相見
- 新網走番外地 嵐呼ぶダンプ仁義（1972年、東映） - 馬車の親爺
- 讃歌（1972年、近代映画協会） - 春松検校
- まむしの兄弟 傷害恐喝十八犯（1972年、東映）
- 藍より青く（1973年、松竹）
- 不良姐御伝 猪の鹿お蝶（1973年、東映）
- 赤い鳥逃げた?（1973年、グループ法亡） - 中村元刑事
- 青幻記 遠い日の母は美しく（1973年、東和） - 豆腐屋の主人
- 混血児リカシリーズ（東宝）
  - 混血児リカ ひとりゆくさすらい旅（1973年）
  - 混血児リカ ハマぐれ子守唄（1973年） - 精神病院院長
- 狂走セックス族（1973年、東映） - 生沢
- 夜の歌謡シリーズ（東映）
  - 夜の歌謡シリーズ 女のみち（1973年） - 酒井鳳山
  - 夜の歌謡シリーズ なみだ恋（1973年） - 肥田野十九二
- 野良犬（1973年、松竹） - 単車屋の親爺
- 心（1973年、近代映画協会） - Sの父
- 鍵（1974年、日活） - 指圧師
- わが道（1974年、近代映画協会） - 河村芳造
- 赤線玉の井 ぬけられます（1974年、日活）
- 砂の器（1974年、松竹） - 恵比須町飲み屋の主人
- 沖田総司（1974年、東宝） - 床伝
- 怪猫トルコ風呂 （1975年、東映） - 柿沼弦造
- 主婦の体験レポート おんなの四畳半（1975年、日活）
- 喜劇 特出しヒモ天国（1975年） - 説教僧
- 極道社長（1975年） - 中沢和平
- 強盗放火殺人囚（1975年、東映） - 佐々木島吉
- キンキンのルンペン大将（1976年、東映） - 靴問屋の親爺
- 愉快な極道（1976年、東映）
- 愛のコリーダ（1976年、東宝東和） - 老乞食
- トラック野郎・天下御免（1976年、東映）
- 不連続殺人事件（1977年、ATG）
- 竹山ひとり旅（1977年、近代映画協会） - 作兵衛
- 聖母観音大菩薩（1977年、ATG） - 老人
- 遠い一本の道（1977年、左プロ） - 浅井
- 黒木太郎の愛と冒険（1977年、ATG） - 手配師
- はなれ瞽女おりん（1977年、東宝） - 炭焼き男
- 愛の亡霊（1978年、大島渚プロダクション）
- 野性の証明（1978年、東映） - 屋台の主人
- 十代 恵子の場合（1979年、東映） - 古本屋のオヤジ
- 復讐するは我にあり（1979年、松竹） - 柴田種次郎
- 黄金のパートナー（1979年、東宝） - 「榛名」のマスター
- 男はつらいよシリーズ（松竹）
  - 男はつらいよ 寅次郎春の夢（1979年） - 芝居小屋の客
  - 男はつらいよ 花も嵐も寅次郎（1982年） - 和尚
- 絞殺（1979年、近代映画協会） - 男A
- 英霊たちの応援歌 最後の早慶戦（1979年、東宝） - 屋台の親爺
- 遠い明日（1979年、東宝） - 沼田万造
- 戒厳令の夜（1980年、東宝） - 盗掘のリーダー
- 太陽の子 てだのふあ（1980年） - 桐道さん
- 上海異人娼館 チャイナ・ドール（1981年　日仏合作） - 娼館の客
- ヨコハマBJブルース（1981年、東映）
- ええじゃないか（1981年、松竹） - 上州屋
- 北斎漫画（1981年、松竹） - 彫士
- 泥の河（1981年、木村プロ） - 屋形船の男
- 白日夢（1981年、富士映画） - 守衛
- 日本フィルハーモニー物語 炎の第五楽章（1981年、エヌ・アール企画） - 鹿野
- 近頃なぜかチャールストン（1981年、ATG） - 文部大臣
- オン・ザ・ロード（1982年、松竹） - アパートの管理人
- 水のないプール（1982年、東映セントラルフイルム） - 薬局店主
- 楢山節考（1983年、松竹） - 照やん
- 華魁（1983年、富士映画） - 八兵衛
- 泪橋（1983年、東映セントラルフィルム） - 田中一兵
- 暗室（1983年、にっかつ） - 医師
- 高野聖（1983年、にっかつ、日本未公開） - 親仁
- 里見八犬伝（1983年、東映）
- 地平線（1984年、松竹） - 谷本
- トロピカルミステリー 青春共和国（1984年、東宝） - 松井健三
- ロケーション（1984年、松竹）
- 伽倻子のために（1984年、劇団ひまわり） - 列車の男
- 瀬降り物語（1985年、東映）
- 生きてるうちが花なのよ 死んだらそれまでよ党宣言（1985年、ATG） - 真志城亀吉船長
- コミック雑誌なんかいらない!（1986年、ニュー・センチュリー・プロデューサーズ） - 隣の老人
- ブラックボード（1986年、近代映画協会）
- ジャズ大名（1986年、松竹） - 玄斉
- ハチ公物語（1987年、松竹） - 橋本八百蔵
- 女衒 ZEGEN（1987年、東映） - 島田
- TOMORROW 明日（1988年、ヘラルド・エース） - 商店主
- さくら隊散る（1988年、近代映画協会） - 証言者
- 黒い雨（1989年、東映）遺作 - 老僧
- 『千羽づる』（1989年、共同映画）遺作
- 花物語（1989年、大映） 遺作 - 源吉

### テレビドラマ
- ミュージカルショー / 何処へ（1956年、NHK）
- どたんば（1956年、NHK）
- 武智鉄二アワー 第4話「鳴神」（1956年、NTV）
- プレイハウス（1957年、NHK）
  - 月曜日の微笑
  - にせ金道中記
- 東芝日曜劇場（TBS）
  - 第30話「海の蝶」（1957年）
  - 第43話「夜の波音」（1957年）
  - 第82話「国士無双」（1958年）
  - 第103話「マンモスタワー」（1958年）
  - 第113話「いれずみ」（1959年）
  - 第117話「軍艦」（1959年）
  - 第124話「総会屋錦城」（1959年）
  - 第134話「子を取ろ、子取ろ」（1959年）
  - 第197話「海の泡」（1960年） - 機関長
  - 第217話「白い風」（1961年）
  - 第220話「悪人往生」（1961年）
  - 第231話「ある夜の殿様」（1961年）
  - 第249話「鬼の夜ばなし」（1961年）
  - 第301話「襟裳岬」（1962年）
  - 第310話「少女」（1962年）
  - 第331話「続おゆき」（1963年）
  - 第364話「カルテロ・カルロス日本へ飛ぶ」（1963年）第18回芸術祭奨励賞受賞
  - 第469話「結婚という就職」（1965年）
  - 第614話「私のダイヤモンド」（1968年）
- テレビ劇場（NHK）
  - 女房の秘宝（1958年）
  - 愛妻競争（1958年） - 安皿文吉
  - びっくりパーティー（1959年）
  - ハーモニカの歌（1961年）
  - 水仙と木魚（1962年）
  - 円朝暦（1963年）
- お好み日曜座（NHK）
  - 閣下（1958年）
  - 生きかえった石松（1959年）
- 東京0時刻（KR）
  - 死体をかくせ（1958年）
  - 雪山は招く（1959年）
  - 証拠を残すな（1959年）
  - 出口はひとつだ（1959年）
- ヤシカゴールデン劇場（NTV）
  - 悦子の笛（1959年）
  - 並木河岸（1959年）
- 土曜劇場 最終話「平家館」（1959年、KR）
- サンヨーテレビ劇場（KR）
  - にあんちゃん（1959年）
  - 羅生門（1959年）
  - 先生のこと（1959年）
  - 張込み（1959年）
  - 鱧の皮（1959年）
  - 貧乏さん（1959年）
  - いろはにほへと（1959年） - 黒河
  - 窓（1960年）
  - きょうあるいのち（1960年）
  - 世は抜き取り（1960年）
  - ふところ（1960年）
  - アゴ伝（1960年）
  - 血と虹（1960年） - 田辺曹長
  - 題名のないドラマ（1960年）
  - 女（1960年）
  - 姉妹（1960年）
  - どっちが笑う（1960年）
  - 危険のような（1960年）
  - 霧の中の少女（1960年）
  - 赤坂ふらんす亭（1960年）
  - 集団就職（1961年）
  - 大出世物語（1961年）
- ドキュメンタリードラマ・裁判 / 娑婆の風（1959年、KR）
- 雑草の歌（NTV）
  - 第55話「自分の墓」（1959年）
  - 第61話「色彩なき青春」（1959年）
  - 第92話「ふぐの季節」（1960年）
  - 第101話「明けがたの町」（1960年）
  - 第123話「父子寮」（1960年）
  - 第142話「ちぎれ雲」（1960年）
- 三行広告 第9話「写真」（1959年、CX）
- ここに人あり（NHK）
  - 第96話「ミッキーの青春」（1959年）
  - 第99話「鶏と人間」（1959年）
  - 第126話「橋かける象」（1960年）
- スリラー劇場・夜のプリズム 第27話「幽霊船」（1959年、NTV）
- 人生はドラマだ 第4話「桜川忠七」（1959年、NTV）
- サスペンスタイム 第3話「日光中宮祠事件」（1959年、NET）
- 三菱ダイヤモンド劇場 / ボロ家の春秋（1959年、CX）
- ゴールデン劇場（NTV）
  - 三太はもう来ない（1959年）
  - 母の暦（1960年）
- 私だけが知っている（NHK）
  - 橋の上（1959年）
  - 誘拐（1961年）
  - 赤いシャンデリア（1962年）
  - 波止場（1962年）
  - 雪の証言（1963年）
- 慎太郎ミステリー・暗闇の声 / 分身（1960年、KR）
- おかあさん（TBS）
  - 第22話「二十年目の母」（1960年）
  - 第35話「鳥かごの歌」（1960年）
  - 第67話「がらくた」（1961年）
  - 第90話「あれち野菊」（1961年）
  - 第94話「青空はいつ来る」（1961年）
  - 第115話「大人と子供」（1961年）
  - 第130話「お母さん失格」（1962年）
  - 第182話「噛みついたお母さん」（1963年）
  - 第357話「母の恋人」（1966年）
- 日立劇場（1960年、KR）
  - 第26話「いびき」
  - 第29話「結婚披露」
  - 第35話「女医理恵子先生帰郷す」
- グリーン劇場（KR）
  - 第5話「白い紐」（1960年）
  - 第16話「地平線がぎらぎらっ」（1961年）
- 灰色のシリーズ 第32・33話「私は誰だ」（1961年、NHK）
- テレビ指定席（NHK）
  - 北斗の子（1961年）
  - 分散屋篤造（1961年）
  - たった二人の工場から（1961年）
  - 喪われた街（1962年）
  - 聞いてくれみんな（1962年）
  - 砂丘（1963年）
  - ひとりばっちじゃない（1963年）
  - ちいさな生活（1963年）
- NECサンデー劇場 / おんな（1961年、NET）
- 山本周五郎アワー 第23話「わたしです物語」（1961年、TBS）
- 日立ファミリーステージ（TBS）
  - 怒りの標的（1961年）
  - ぼろと札束（1962年）
  - 本阿弥辻の盗賊（1962年）
  - 目の中の茶色の空（1962年）
- 夫婦百景 第194話「意地張り女房」（1962年、NTV）
- 指名手配 第126 - 128話「通り魔」（1962年、NET）
- 文芸劇場（NHK）
  - 第27話「太平洋の里」（1962年）
  - 第49話「彦六大いに笑う」（1962年）
  - 第53話「黒白」（1962年）
  - 第72話「清貧の書」（1963年）
- お気に召すまま 第9話「挑戦者」（1962年、NET）
- 松本清張シリーズ・黒の組曲（NHK）
  - 第24話「弱味」（1962年） - 赤堀
  - 第45話「殺意」（1963年） - 早川主任
- 愛の劇場 第175話「汚れた海」（1963年、NTV）
- シャープ火曜劇場 第75話「南風」（1963年、CX） - 林田助太郎
- 近鉄金曜劇場（TBS）
  - 花の詐欺師（1963年）
  - 毒（1964年）
  - この子らにも明日が（1965年）
- 判決（NET）
  - 第45話「明日への済度」（1963年） - 乙丸顕彰
  - 第126話「刑事八〇六号法廷」（1965年） - 青野十造
- コメディフランキーズ 第13話「若い日の信長」（1963年、TBS）
- 浪曲ドラマ / 佐渡の恋唄（1963年、NHK）
- 日本映画名作ドラマ（NET）
  - 山の音（1963年）
  - 浮草（1964年）
  - 待ちぼうけさん（1964年）
  - 貰いっ子（1964年）
- ポーラ名作劇場 第42話「噂の武士」（1963年、NET） - 下僕半蔵
- こども劇場 第40話「人道塾物語」（1964年、NHK）
- 三匹の侍 第1シリーズ 第16話「白刃無情」（1964年、CX）
- NHK劇場（NHK）
  - 新しい背広（1966年）
  - 野菜と女（1966年）
  - 泣くもんか二郎（1967年）
  - 芽吹く頃（1968年）
  - あなたの9.9平方メートル（1968年）
  - 入場無料（1971年）
- 泣いてたまるか（TBS）
  - 第8話「ああ誕生」（1966年）
  - 第34話「ウルトラおやじとひとりっ子」（1967年）
  - 第57話「ぼくのお父ちゃん」（1967年」）
- ザ・ガードマン 第48話「結婚の秘密」（1966年、TBS）
- おはなはん（1966年 - 1967年、NHK）
- 愛の歌（1967年、NTV）
- 剣 第40話「魔性」（1968年、NTV） - 金猫の親分
- 七人の刑事 第377話「銃口を向ける時」（1969年、TBS）
- 五番目の刑事 （1969年、NET / 東映） - 野呂刑事
- 時間ですよ（1970年、TBS）
- 鬼平犯科帳 第2シリーズ 第6話「おしげ」（1971年、NET / 東宝） - 友五郎
- 怪談 第1話「四谷怪談」（1972年、NET）- 宅悦
- 長谷川伸シリーズ 第20話「髭題目の政」（1973年、NET）
- 旅人 異三郎 第17話「秘めた慕情が霧雨に煙った」（1973年、12ch） - 了遠
- 必殺仕置人 第15話「夜がキバむく一つ宿」（1973年、ABC） - 雲水
- 狼・無頼控 第4話「地獄の罠」（1973年、MBS） - 和尚
- 銭形平次（CX）
  - 第438話「大江戸二十四時」（1974年） - 六兵ヱ
  - 第655話「他人が泣いてくれた」（1979年） - 芳兵ヱ
- ユタとふしぎな仲間たち（1974年、NHK） - 寅吉
- ザ・ボディガード 第8話「作戦命令 宝石を奪還せよ!!」（1974年、NET） - 村田孝雄
- おしどり右京捕物車 第20話「怨（うらむ）」（1974年、ABC） - 与兵衛
- けんか安兵衛 第22話「幼なじみ」（1975年、KTV）
- 松本清張シリーズ・愛の断層（1975年、NHK） - 伊牟田探偵
- 鬼平犯科帳 第18話「蛙の長助」（1975年、NET / 東宝） - 三浦屋彦兵衛
- 非情のライセンス 第2シリーズ（NET / 東映）
  - 第25話「兇悪の霧」（1975年） - 大上則之
  - 第66話「兇悪の振子」（1976年） - 九谷大造
  - 第85話「兇悪の刑事」（1976年） - 安西増次郎（安西組組長）
- 新・座頭市（CX / 勝プロ）
  - 第1シリーズ 第7話「わらべ唄が聞える」（1976年） - 甚左
  - 第2シリーズ（1978年）
    - 第2話「目なし達磨に春がきた」 - 達磨寺和尚
    - 第18話「こやし道」 - 和尚

  - 第3シリーズ 第15話「かかしっ子」（1979年） - 酒屋の主人
- 隠し目付参上 第13話「右も左も真っ暗闇か」（1976年、MBS） - 根岸検校
- ベルサイユのトラック姐ちゃん 第18話「京都の恋に裸はぬれる」（1976年、NET） - 板藤
- 怪人二十面相 第9話「破れ! 変装の罠」（1977年、CX）
- 特捜最前線（ANB / 東映）
  - 第1話「愛の十字架」（1977年）- やくざの組長
  - 第96話「強奪・花のスーパーヤング!」（1979年）
- 前略おふくろ様 第2シリーズ 第23話（1977年、NTV） - 斉藤
- 横溝正史シリーズ / 三つ首塔（1977年、MBS） - 法然
- 華麗なる刑事 第14話「雨の月曜日」（1977年、CX）
- 大都会 PARTII 第28話「狙撃」（1977年、NTV） - 小島良造
- 男たちの旅路 第3部 第1話「シルバー・シート」（1977年、NHK） - 曽根
- 大河ドラマ（NHK）
  - 黄金の日日（1978年） - 老人
  - 独眼竜政宗（1987年） - 長海法印
- 西遊記 第2話「長い旅の始まり」（1978年、NTV）
- 土曜ワイド劇場（ANB）
  - 幽霊列車（1978年）
  - 戦後最大の誘拐 吉展ちゃん事件（1979年6月30日） - 浜田
  - 京都殺人案内3（1980年）
  - 美人殺しシリーズ（1981年 - 1989年）
  - 『西村京太郎トラベルミステリー 寝台特急あかつき殺人事件』（1983年、テレビ朝日）- 田原正次郎（劇中では”田原の爺さん”）
- 飢餓海峡（1978年、CX）
- 破れ新九郎 第1話「砂塵の町に来た男」（1978年、ANB） - 法玄
- 探偵物語 第6話「失踪者の影」（1979年、NTV） - 共栄商事社長
- 体験時代（1979年、12ch）- 円海（かほりの父で蓮生寺の住職）
- あ・うん（1980年、NHK）
- 旅がらす事件帖 第1話「あれが噂の道中奉行」（1980年、KTV） - 弥七
- 熱中時代 第2シリーズ 第13話「熱中先生 お化け退治」（1980年、NTV） - 秋守
- 新五捕物帳 第128話「鯨とりの詩」（1980年、NTV）
- 銀河テレビ小説（NHK）
  - まわりみち（1981年10月12日 - 10月30日） - 常次郎
- 時代劇スペシャル 着ながし奉行（1981年、CX） - 小助
- プロハンター 第17話「南に消えた男」（1981年、NTV）
- 鬼平犯科帳 （テレビ朝日 / 東宝）
  - 第2シリーズ 第8話「俄か雨」（1981年） - 嘉平
  - 第3シリーズ 第13話「男の毒」（1982年）- 伊助
- 大江戸捜査網 第481話「連判状が招く姿なき殺人者」（1981年、12ch） - 市兵衛
- 新・事件 わが歌は花いちもんめ（1981年、NHK）
- 日本犯科帳・隠密奉行 久留米篇（1981年、CX） - 一平
- 春が來た（1982年、ANB）（原作：向田邦子、演出：久世光彦）- 屋台のおやじ
- 人間万事塞翁が丙午（1982年、TBS）
- 噂の刑事トミーとマツ 第1シリーズ 第58話「七転八倒! トミマツの昇進試験」（1981年、TBS） - たばこ屋主人
- 時代劇スペシャル 鼠小僧次郎吉 必殺の白刃（1983年、CX） - 長沢屋勘右衛門
- 太陽にほえろ!（NTV / 東宝） - 平山源次
  - 第541話「からくり」（1983年）
  - 第580話「名人」（1983年）
  - 第670話「ドック潜入! 泥棒株式会社」（1985年）
- 流れ星佐吉 第4話「恋と盗みの大勝負」（1984年、CX）
- ニュードキュメンタリードラマ昭和 松本清張事件にせまる 第12回「天国に結ぶ恋 坂田山心中事件」（1984年、ANB）
- うちの子にかぎって…パート2 第4話「骨まで愛して」（1985年、TBS）- 五十嵐宗一郎
- 特命刑事ザ・コップ 第6話「さらわれた女を追え!」（1985年、ANB）
- 水曜ドラマスペシャル / 松本清張スペシャル・支払い過ぎた縁談（1985年、TBS）
- ドラマ人間模様 / 花へんろ 風の昭和日誌 第一章〜第三章（1985年 - 1988年、NHK）
- ふたたびの街（1986年8月6日、NHK） - 石田さん
- 父の詫び状（1986年、NHK）
- かあちゃん（1987年、ANB）
- 火曜サスペンス劇場
  - 浅見光彦ミステリー1 平家伝説殺人事件（1987年9月8日、NTV） ‐ 稲田広信
  - 3 佐渡伝説殺人事件
- 1・2・3と4・5・ロク（1988年、KTV）

### ラジオ
- 殿山泰司のぶらり譚（1974年、TBSラジオ）

### 舞台
- 土（1939年、新築地劇団） - 村の男・番頭

## 著作
- 『三文役者の無責任放言録』三一新書、1966、新編(以下略) 角川文庫 1984、ちくま文庫、2000
- 『三文役者のニッポン日記』三一書房、1967、ちくま文庫、2001
- 『日本女地図 自然は、肉体にどんな影響を与えるか』光文社カッパ・ブックス、1969、角川文庫 1983
自らの体験や伝聞を基に各地域の女性器の特徴をまとめたもので“昭和の一大奇書”と呼ばれ、それまでの殿山の著作とは異なる才能を世に知らしめた[1]。
- 『バカな役者め!!』講談社、1971、ちくま文庫、2001
- 『三文役者あなあきい伝 PART1-PART3』講談社、1971-75、講談社文庫（上下） 1980、ちくま文庫（上下）、1995
後年に「三文役者あなあきい伝」をもとに麦人が殿山に扮する舞台独談劇「タイチャン」が上演されている。
- 『にっぽん・あなあきい伝』講談社、1975
- 『JAMJAM日記』白川書院、1977、角川文庫 1983、ちくま文庫、1996
- 『三文役者のニッポンひとり旅』白川書院、1977、ちくま文庫、2000
- 『殿山泰司のミステリ&ジャズ日記』講談社、1981
- 『殿山泰司のしゃべくり105日』講談社、1984
- 『三文役者の待ち時間』ちくま文庫(新編)、2003
- 『殿山泰司ベスト・エッセイ』 大庭萱朗編、ちくま文庫、2018

## 関係のあった人々
- 新藤兼人
- 吉村公三郎
- 小沢栄太郎 - 殿山を興亜映画に誘った。
- 乙羽信子 - 『愛妻物語』など共演作多数。殿山が憧れたエピソードが残っている。また徹子の部屋の殿山追悼回でゲストを務めた。
- 今村昌平 - 『果てしなき欲望』『豚と軍艦』などで殿山を常連として起用。
- 丸山定夫 - 新築地劇団代表。1988年公開の新藤兼人監督「さくら隊散る」で殿山は劇団の一人として回想談に参加。
- 加藤嘉 - 新築地劇団時代を経て映画・テレビ共演が多い。殿山の著書では「（新築地劇団時代の若い頃は、）ハンサムでもてた、プレイボーイだった（略記大意）。」とされる。
- 小津安二郎 - デビュー当時の殿山を好んで使う。
- 大島渚 - 殿山の特異なキャラクターにほれ込んでいた。
- 黒柳徹子 - 殿山のエッセイでは幾度か舞台演者技量を評価された。
- 佐藤慶 -　共演を重ね、殿山を「おやびん」と慕い飲み仲間の一人。
- 田中小実昌 - 殿山の飲み友達。風貌（シルエット）が殿山に似ているとされた。
- 野坂昭如 - 殿山の飲み友達。
- 花柳幻舟 - 殿山は彼女の大ファンだった。
- 吉行淳之介 - 殿山のエッセイでたびたび解説を担当し、無頼派の流れを汲む彼の文章を高く評価していた[1]
- 高英男 - 殿山の友人で、自身の舞台の演出を殿山に依頼したことがある。
- 水森亜土 - 共演者として印象的なユニークな演技について、コラム記事（のち纏められた著書）に記している。

## 伝記
殿山の没後まもなくに評伝『三文役者の死』（岩波書店）を書いた新藤兼人は、それを原作にして2000年（平成12年）に映画『三文役者』を完成させた。竹中直人が殿山の役を演じている。
映画『三文役者』と同じ年に、声優の麦人が独談（一人芝居）『タイチャン』というタイトルで舞台上演した。こちらも近代映画協会が協力している。